# Ignacio Pichardo Pagaza
Pour les articles homonymes, voir Pichardo.
José Ignacio Pichardo Pagaza (né le 13 novembre 1935 à Toluca (État de Mexico) et mort le 14 avril 2020 à Mexico) est un avocat et un homme politique mexicain.
Membre du PRI, il a été gouverneur de l'État de Mexico et secrétaire de l'Énergie du Mexique,.

## Biographie
Ignacio Pichardo est un avocat diplômé de l'université nationale autonome du Mexique (UNAM), il a effectué un troisième cycle en administration au Darmouth College et possède un master en administration et en finances publiques de la London School of Economics.
Il commença sa carrière en tant que député local dans l'État de Mexico vers le milieu des années 1960. Il occupa la charge de secrétaire général du gouvernement dans l'État de Mexico pendant le mandat de Carlos Hank González (1969-1975), sous-secrétaire des Finances fédérales et député fédéral, où il a été président de la Commission de Programmation et Budget et Comptes publics de la Chambre des députés. Il a été aussi sous-secrétaire de la Contrôlerie générale de la Fédération et secrétaire de la Contrôlerie générale de la Fédération dans le gouvernement de Miguel de la Madrid entre 1987 et 1988.
En 1988 il a été désigné procureur fédéral du consommateur dans le gouvernement de Carlos Salinas de Gortari et en 1989 il a été nommé gouverneur de l'État de Mexico, après le renoncement au poste par Mario Ramón Beteta. Il y est resté pendant les quatre années restantes de la période constitutionnelle.